# عبدالقادر البدری
عبدالقادر البدری (عربی: عبد القادر البدري؛ زاده ۸ دسامبر ۱۹۲۱ – درگذشته ۱۳ فوریه ۲۰۰۳) یک سیاستمدار اهل لیبی بود. وی از ۲ ژوئیه ۱۹۶۷ تا ۲۵ اکتبر ۱۹۶۷ نخست‌وزیر لیبی بود.